# Площадь Памяти и почестей
Площадь Памяти и почестей (узб. Xotira va qadrlash maydoni) — мемориальный комплекс в Ташкенте, посвящённый памяти узбекистанских воинов, павших в Великой Отечественной войне. Непосредственно примыкает к площади Независимости.
Мемориал над Могилой Неизвестного узбекского солдата, погибшего в битве за Москву в 1941 году, был открыт в канун празднования 30-летия победы в 1975 году. В 1999 году мемориальный комплекс был переименован в Площадь Памяти и почестей и реконструирован.

## История
Мемориал памяти советских воинов погибших в Великой Отечественной войне был открыт на Аллее Парадов в Ташкенте 7 мая 1975 года в канун празднования 30-й годовщины победы. Мемориал был создан вокруг Могилы Неизвестного узбекского солдата, погибшего в битве за Москву в 1941 году. Вечный огонь над могилой был зажжён от Вечного огня на Могиле Неизвестного солдата у Кремлёвской стены.
С двух сторон от входа в мемориал были установлены две мраморные плиты с датами 1941—1945. С обеих сторон от дорожки к мемориалу, идущей перпендикулярно к Аллее Парадов располагались мраморные плиты с замурованными в них капсулами с землёй городов-героев. В центральной части мемориала находилась бронзовая каска и лавровая ветвь. В центре круглого надгробия — углубление с бронзовой пятиконечной звездой, в которой горел Вечный огонь. С обеих сторон мемориала шла надпись: «Имя твоё неизвестно, подвиг твой бессмертен». Вокруг мемориального комплекса были высажены можжевеловые деревья, символизирующие Узбекистан, и ели, символизирующие Россию. Авторами мемориала выступили архитектор С. Р. Адылов, скульптор Я. И. Шапиро.
В 1999 году мемориальный комплекс Могила Неизвестного солдата был переименован в Площадь Памяти и почестей и реконструирован. В центральной части комплекса была установлена скульптура «Скорбящая мать», созданная скульптором И. Джаббаровым, по его словам, первоначальным названием скульптуры было «Ждущая мать» и она имела реальный прототип в лице матери самого скульптора — её старший сын был призван на фронт, где пропал без вести.
Вокруг мемориального комплекса был возведён айван, на котором установлены металлические щиты с выгравированными на них именами солдат и офицеров из Узбекистана, погибших на фронтах Великой Отечественной войны. Айван построен в соответствии с узбекскими национальными архитектурными традициями.
В процессе реконструкции пятиконечная звезда в центре надгробия над Могилой Неизвестного солдата была заменена на восьмиконечную, а первоначальная надпись «Имя твоё неизвестно, подвиг твой бессмертен» — на надпись «Ты всегда в наших сердцах, родимый», на узбекском и русском языках.
К процессу реконструкции были привлечены самые искусные мастера страны: А. Абдуллаев (Коканд), Х. Богбеков (Хорезмская область), Х. Одилов, С. Рахматуллаев (Ташкент) Х. Сохибназаров (Самарканд), Ю. Тулаганов (Андижан). Впоследствии, аналогичные архитектурные сооружения были возведены во всех центральных городах регионов республики.
Ежегодно 9 мая возле мемориала выставляется почётный караул и проводится возложение цветов.

## Галерея

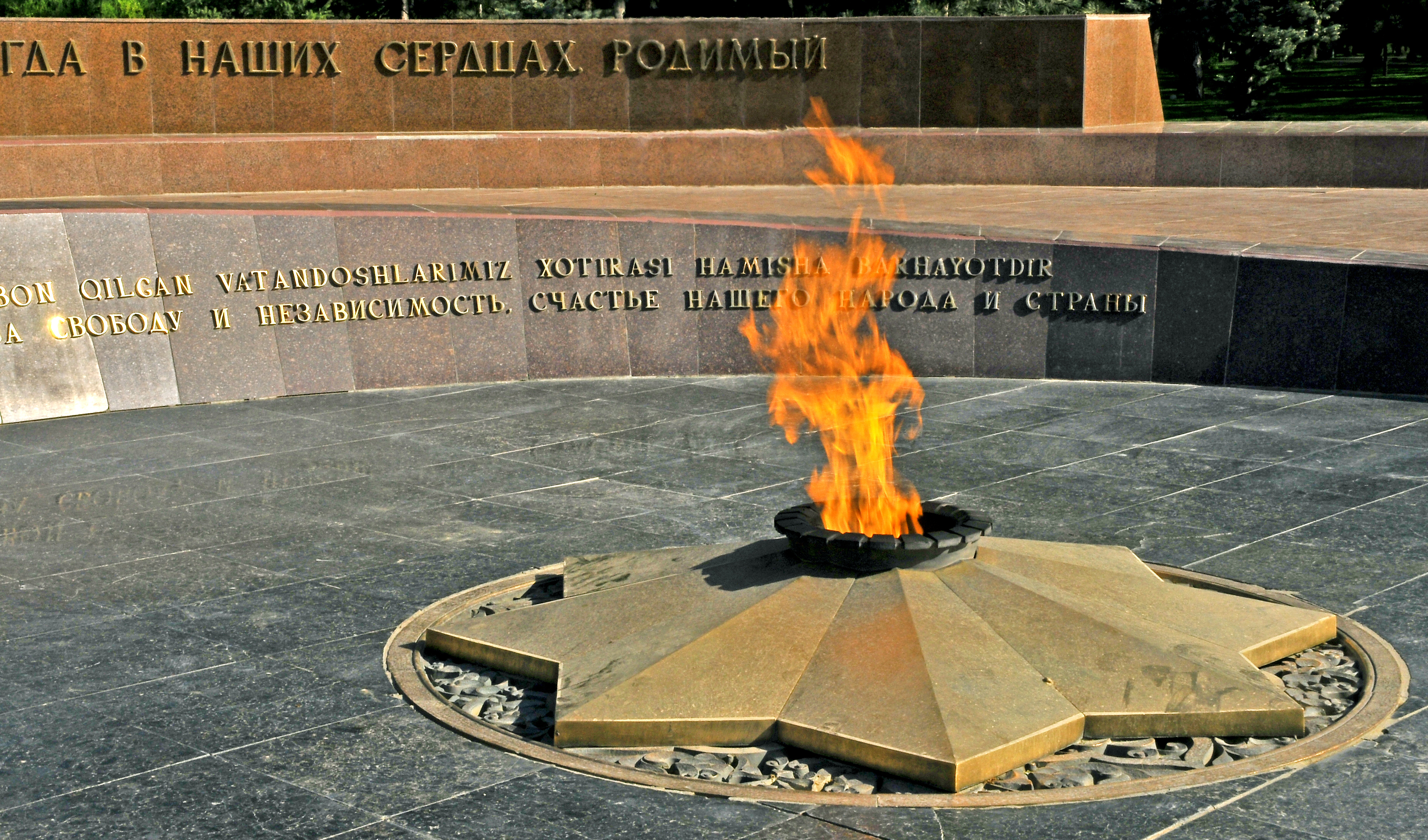
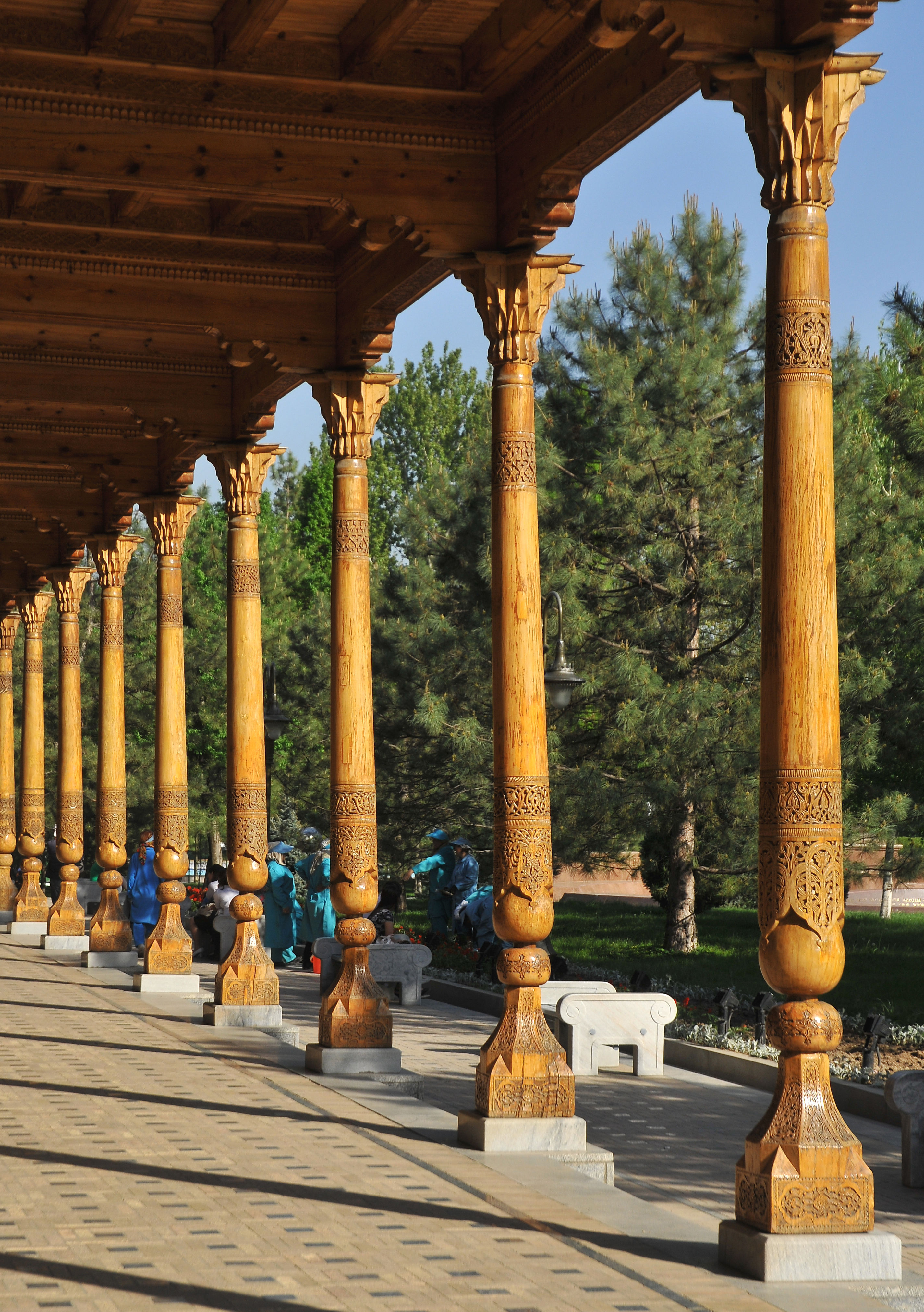
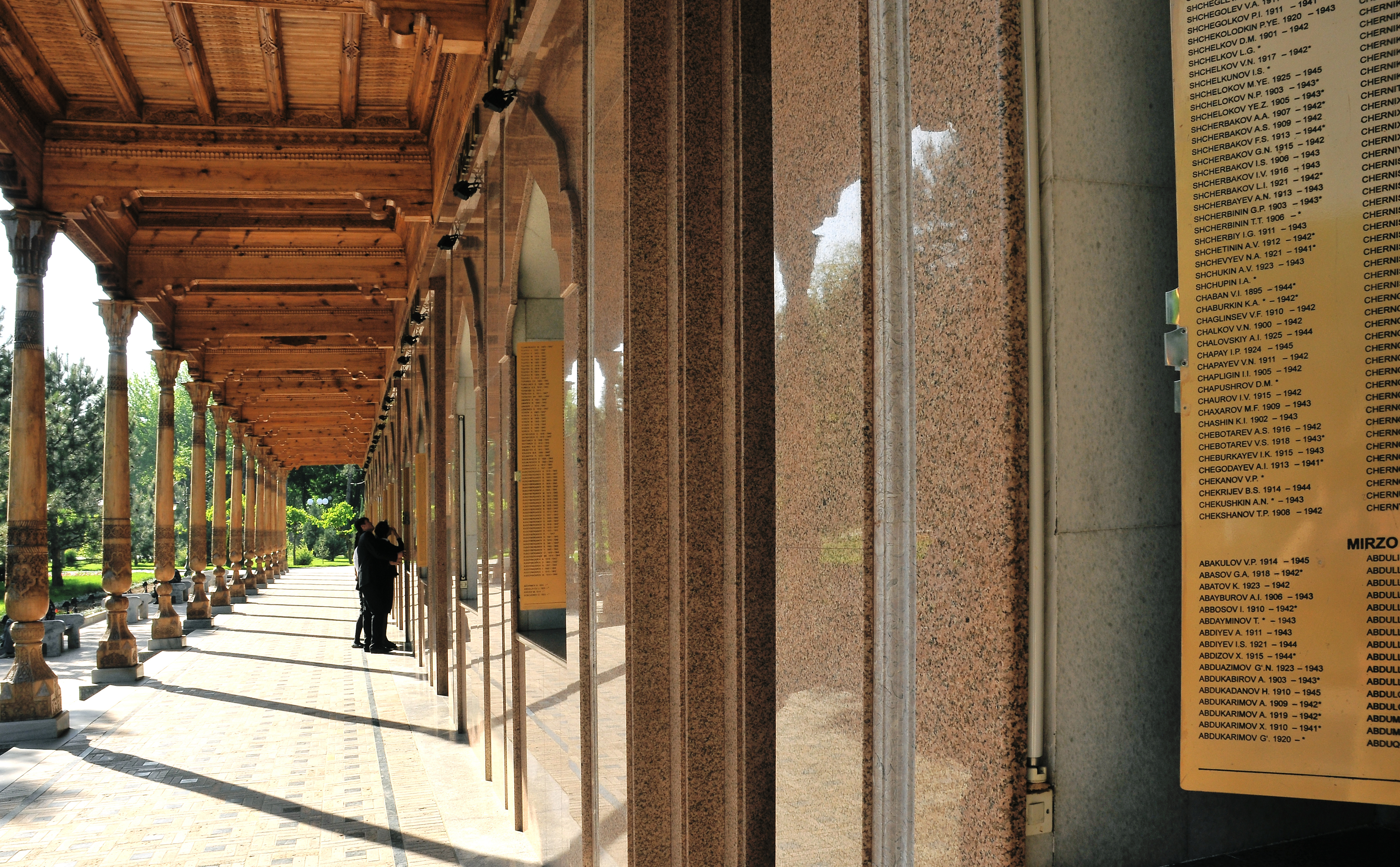
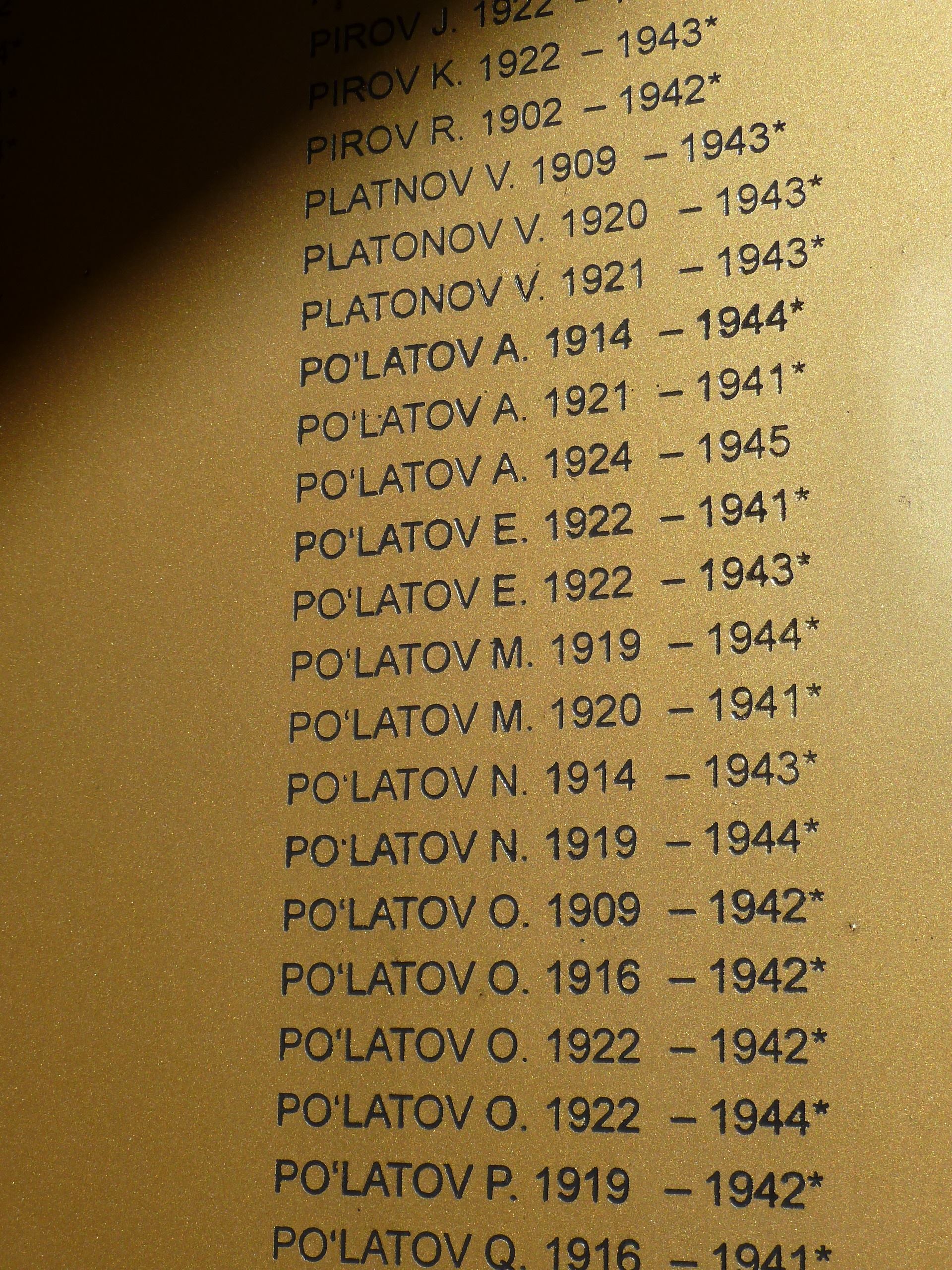

## В филателии

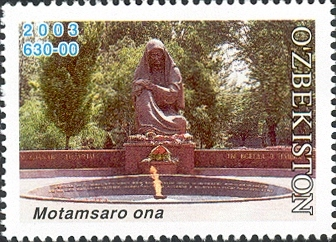
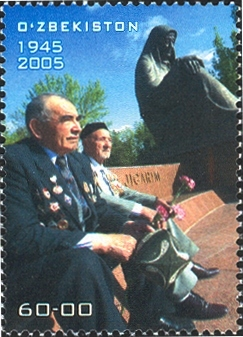
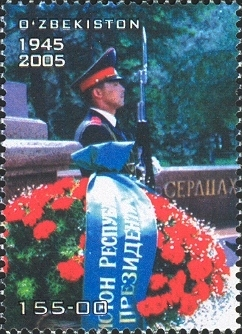
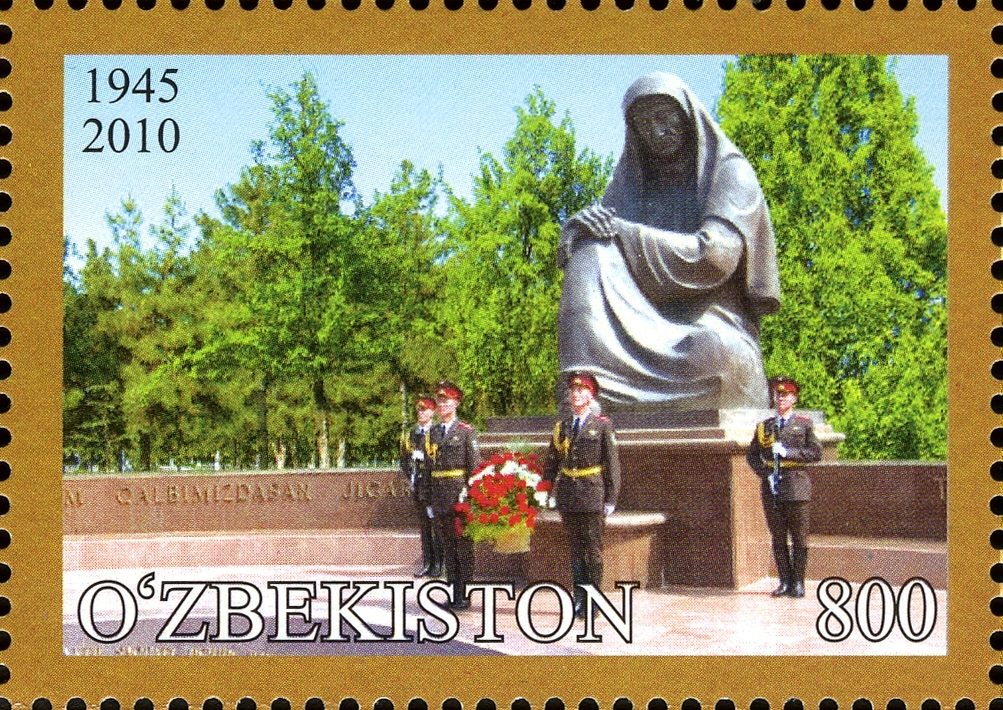